# Wardle
Wardle is een civil parish in het bestuurlijke gebied Cheshire East, in het Engelse graafschap Cheshire met 254 inwoners (2011).
Wardle is een klein dorpje, aan het Shropshire Union Canal, zo'n 6 km ten noordwesten van Nantwich. Op het grondgebied van Wardle bevindt zich een vliegbasis, RAF Calveley, dewelke tijdens de Tweede Wereldoorlog werd ingezet voor vliegopleidingen.  Op de vliegbasis was van 1966 tot 1996 ook de "Mark III" radiotelescoop actief met een diameter van 38 meter.  Deze radiotelescoop werd bediend vanuit het nabijgelegen Jodrell Bank Observatory.